# Paterne Maestro
 (septembre 2024).
Paterne Maestro, de son vrai nom Auge Paterne Okonda Otou (né le 3 septembre 1996 à Brazzaville), est un auteur-compositeur et rappeur congolais. Il est une figure montante de la musique congolaise, apportant une nouvelle dimension au rap grâce à son approche folklorique et à son interaction directe avec le public. Sa carrière, bien que relativement récente, est déjà marquée par des succès significatifs et une reconnaissance croissante dans le monde de la musique. Il a aussi été invité dans l'émission de radio Couleurs Tropicales sur RFI de Claudy Siar.
Il a été reconnu comme le meilleur artiste rappeur lors des Brazza Best Awards 2023, témoignant de son impact sur la scène musicale congolaise[réf. nécessaire].

## Biographie
Paterne Maestro, de son vrai nom Auge Paterne Okonda Otou, est né à Brazzaville en Répubique du Congo. Il grandit dans une famille de six enfants à Kabo, dans le département de la Sangha. Initié à la musique dès l'âge de six ans dans les églises, il a rapidement rejoint des groupes de musique de quartier, soutenu par ses parents qui l'encourageaient à développer son talent.

## Carrière
Paterne Maestro a officiellement lancé sa carrière musicale en 2016 alors qu'il était encore étudiant. Il a commencé avec trois singles, dont un en solo et deux en collaboration, qui ont posé les bases de sa carrière. Sa musique se caractérise par un mélange de rap et de folklore, qu'il appelle le « rap folklorique », et aborde des thématiques conscientes, enracinées dans le patrimoine culturel congolais,.
Il s'est fait connaître sur la scène rap congolaise grâce à son concept de freestyle interactif, qui lui a permis de se rapprocher de son public et d'augmenter sa visibilité sur les plateformes numériques. Son slogan emblématique, « Eeeh saint michel eee, ba voisin ba djokelééé », est devenu un cri de ralliement pour ses fans, qui se retrouvent régulièrement à sa « baseron », un lieu de rencontre.
Le 25 juillet 2021, Paterne Maestro sort le single Simple, en collaboration avec la rappeuse congolaise Jessy B, pour appeler à plus d’humilité dans le monde artistique. Ce morceau, aux accents introspectifs, rend hommage à Marie Audigier, ex-directrice déléguée de l’Institut français du Congo, dont le soutien a été décisif dans leur parcours.

### Relation avec Mc Baba
Le 23 juin 2024, les artistes congolais Paterne Maestro et MC Baba ont officiellement mis fin à leur rivalité en se réconciliant à la Baseron corporation, haut lieu de leur histoire commune. Ce geste symbolique, salué par une performance artistique devant un public de jeunes passionnés, marque le retour de MC Baba aux côtés de son mentor, malgré une tournée florissante à Kinshasa.

## Influence et style
Son style unique, qui allie des sonorités modernes et traditionnelles, ainsi que ses paroles engagées, lui ont permis de se démarquer dans le paysage musical du Congo-Brazzaville. Paterne Maestro continue d'influencer de nombreux jeunes artistes et de promouvoir la culture congolaise à travers sa musique. Il dit notamment a voir été infuencé par le style de Pepe Kalle,.

## Discographie
- Na bomi moto
- Simple (feat. Jessy B)
- Oko Lela epa ya nani (feat. MC Baba)
- Ya Jean (feat. Gaz Mawete)
- Peleron (feat. Suspect 95)

## Récompenses
2023 : Brazza Best Awards